# 绿花矮泽芹
绿花矮泽芹（学名：Chamaesium viridiflorum）是伞形科矮泽芹属的植物。分布于锡金以及中国大陆的四川、云南等地，生长于海拔3,500米至4,200米的地区，多生长于山坡路旁和林下，目前尚未由人工引种栽培。